# Gare des Salines (Ajaccio)
La gare des Salines est une gare ferroviaire française de la ligne de Bastia à Ajaccio (voie unique à écartement métrique), située quartier des Salines sur le territoire de la ville d'Ajaccio, dans le département de la Corse-du-Sud et la Collectivité de Corse (CdC).
C'est une halte des Chemins de fer de la Corse (CFC) desservie par des trains « grande ligne ». Arrêt facultatif (AF), il faut signaler sa présence au conducteur pour qu'il y ait un arrêt du train.

## Situation ferroviaire
Établie à 4 mètres d'altitude, la gare des Salines est établie au point kilométrique (PK) ... de la ligne de Bastia à Ajaccio (voie unique à écartement métrique), entre la halte (arrêt facultatif) du Ricantu et la gare d'Ajaccio.

## Service des voyageurs

### Accueil
Halte CFC,  c'est un point d'arrêt non géré (PANG) à accès libre. Il dispose d'un quai et d'un abri. Arrêt facultatif : la rame ne s'arrête que si la demande a été faite au conducteur.

### Desserte
Les Salines est desservie par les trains CFC « grande ligne » de la relation Bastia (ou Corte) - Ajaccio et de la « desserte périurbaine d'Ajaccio », relation Mezzana - Ajaccio.

### Intermodalité
Pour les piétons l'arrêt est situé entre le Cours Prince Impérial et le Boulevard Charles Bonaparte.